# Batman (album)
Pour les articles homonymes, voir Batman (homonymie).
Albums de Prince
Lovesexy
(1988) Graffiti Bridge
(1990)
Bandes originales de Batman
Batman - Original Motion Picture Score
(1989) Batman : Le Défi
(1992)
Batman (Batman-Motion Picture Soundtrack) est le 11e album studio de Prince, sorti en 1989. Il constitue, avec l'album instrumental de Danny Elfman, la bande originale du film Batman de Tim Burton, sorti la même année.
L'album a été enregistré en six semaines, de mi-février à fin mars 1989 sauf trois chansons enregistrées plus tôt : Electric Chair en juin 1988, Scandalous! en octobre et Vicki Waiting en décembre 1988. Il se classera 1er au Billboard 200 et le single Batdance sera en tête au Billboard R&B. En Europe, l'album se vend également très bien et sera no 1 dans plusieurs pays dont la France.
Dance with the Devil était une chanson prévue pour l'album mais elle a été retirée à la dernière minute et remplacée par Batdance car Prince jugeait le titre trop sombre. On peut entendre parler le Joker (Jack Nicholson) sur Batdance avec la pluie qui tombe en fond sonore.

## Personnel
- Prince : chant, guitare, basse, claviers, synthétiseurs, batterie, percussions, boite à rythmes.
- Candy Dulfer : saxophone
- Eric Leeds : saxophone sur Trust.
- Atlanta Bliss : trompette sur Trust.
- Sheena Easton : chant sur The Arms of Orion.
- Sounds of Blackness : chœurs sur The Future.
- Clare Fischer : orchestrations sur The Future.

## Listes des titres
Toutes les chansons sont écrites et composées par Prince, sauf indication.
Edition vinyle.
| No  | Titre                                     | Durée |
| --- | ----------------------------------------- | ----- |
| A1. | The Future                                | 4:08  |
| A2. | Electric Chair                            | 4:13  |
| A3. | The Arms of Orion (Prince, Sheena Easton) | 5:03  |
| A4. | Partyman                                  | 3:11  |
| A5. | Vicki Waiting                             | 4:47  |

| B1.   | Trust                                | 4:24 |
| B2.   | Lemon Crush                          | 4:15 |
| B3.   | Scandalous! (Prince, John L. Nelson) | 6:15 |
| B4.   | Batdance                             | 6:13 |
| 42:29 |                                      |      |

## Classements
| Pays             | Classement         | Meilleure position | Réf    |
| ---------------- | ------------------ | ------------------ | ------ |
| États-Unis       | Billboard 200      | 1                  | [ 3 ]  |
| États-Unis       | Billboard Top R&B  | 5                  | [ 3 ]  |
| Royaume-Uni      | UK Albums Chart    | 1                  | [ 4 ]  |
| Autriche         | Ö3 Austria Top 40  | 3                  | [ 5 ]  |
| Suisse           | Swiss Music Charts | 1                  | [ 6 ]  |
| Suède            | Sverigetopplistan  | 2                  | [ 7 ]  |
| Norvège          | VG-lista           | 2                  | [ 8 ]  |
| France           | SNEP               | 1                  | [ 9 ]  |
| Australie        | ARIA Charts        | 4                  | [ 10 ] |
| Nouvelle-Zélande | RIANZ              | 4                  | [ 11 ] |

## Récompense
| Industrie | Certifié    | Date         | Réf    |
| --------- | ----------- | ------------ | ------ |
| RIAA      | 2 × Platine | 29 août 1989 | [ 12 ] |